# Libnotes (Libnotes) howensis
Libnotes (Libnotes) howensis is een tweevleugelige uit de familie steltmuggen (Limoniidae). De soort komt voor in het Australaziatisch gebied.